# Atles Vallard
L'atles de Vallard és un atles produït a Dieppe, al nord de França, l'any 1547. L'atles va ser adscrit a Nicolas Vallard. Tanmateix, hi ha una certa incertesa sobre la seva autoria. Actualment, es creu que l'Atles de Vallard es va desenvolupar a partir d'un prototip portuguès anterior.

## Història
L'Atles de Vallard és un dels atles més reconeguts del segle XVI. És un exemple de treball de l'Escola de Cartografia de Dieppe. Es van plantejar diversos dubtes sobre l'autoria de l'atles; generalment es va suposar que Nicolas Vallard només era el primer propietari de l'atles. El crèdit del treball es va donar a un cartògraf portuguès anònim.
L'atles mostra per primera vegada la costa est d'Austràlia. Curiosament, les marques del mapa es van fer 200 anys abans que el capità James Cook descobrís la costa est del continent, posant en dubte la primacia del descobriment de Cook. Tanmateix, el fet que això demostra: la teoria que els portuguesos o els catalans van entrar en contacte amb Austràlia és discutida.
Des de 1924, l'atles original es pot trobar a la Biblioteca Huntington de San Marino (Califòrnia) als EUA.

## Descripció
L'atles consta de 68 pàgines, que inclouen un calendari i 15 cartes nàutiques amb il·lustracions, així com informació marítima detallada. Conté il·lustracions de la població indígena del Nou Món i, per tant, és un testimoni important de la colonització.
L'atles original va ser enquadernat amb cuir vermell amb decoracions daurades el 1805.
Una característica inusual de l'obra rau en el fet que el mapa inverteix l'orientació comuna del món, amb el sud a la part superior.

## Primer mapa d'Austràlia: "Argot franco-portuguès"?
Topònims que apareixen al mapa Australia first map i que els estudiosos del segle xix identifiquen com "Argot franco-portuguès" a l'estudi fet sobre el mapa original de la Huntington Library, H.Harrisse diu textualment:
“..Probably made in Dieppe, France either by a Portuguese cartographer or based on a Portuguese prototype, judging from the Portuguese influence on the geographical names......”

En portuguès "illa" s'ha escrit sempre "ilha", amb "ll", només existeix en català.

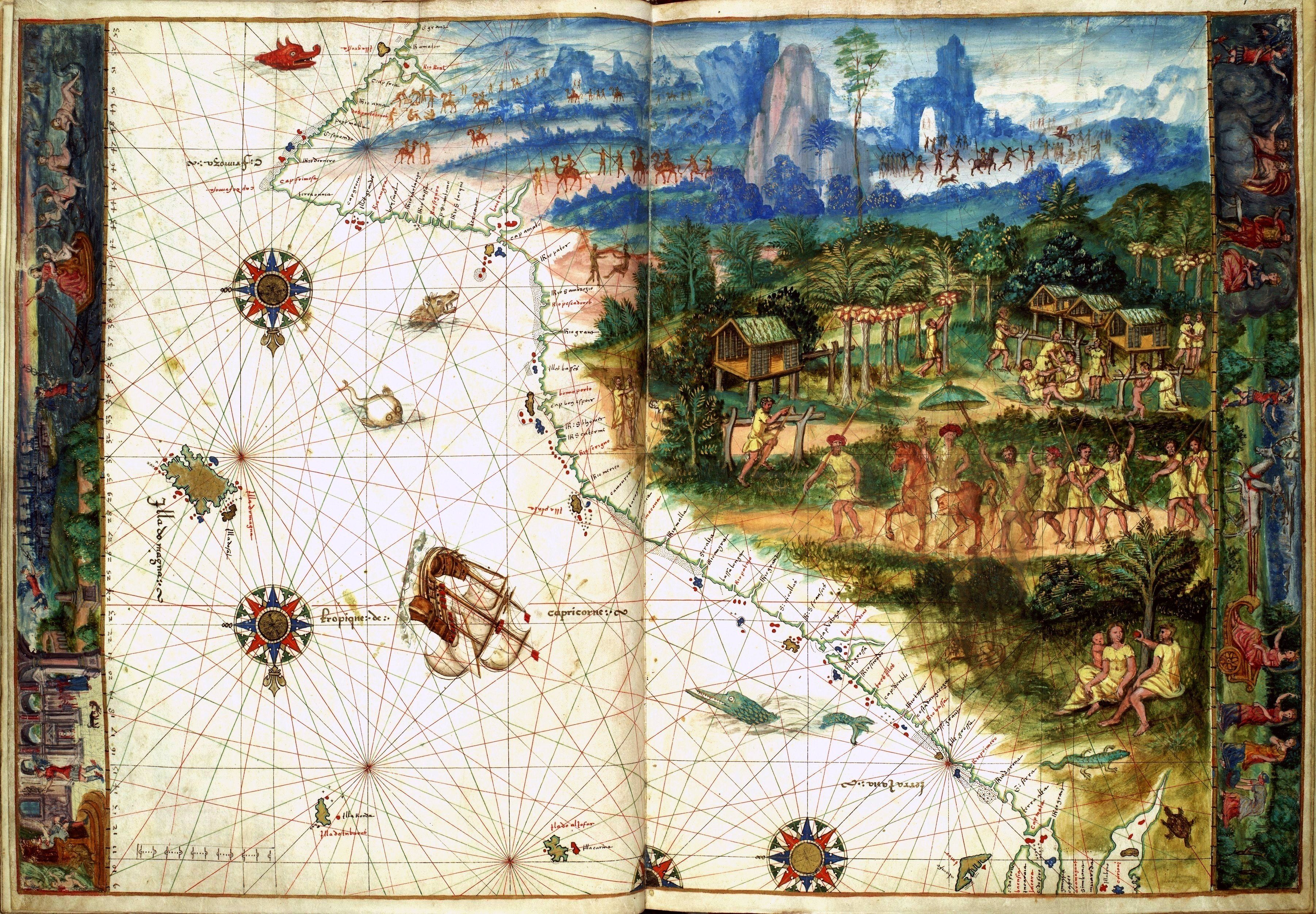
Representació de la costa oriental d'Austràlia amb dues senyeres (de cap per vall)

1. "Illa" o "Illes" (x10 vegades)
2. Rio grant
3. Ille grossa
4. Basse grant
5. Cap Mata
6. Golf serra
7. Terra alta
8. Bassa larga
9. Riu malla
10. Seralta
11. Cap bon espor-
12. Bonno parla
13. Rio bassa
14. Bon final
15. Cap groca
16. C.grant
17. C.aufria
18. Port malla
19. Illa fermoza